# Георгиевская улица (Калуга)
Георгиевская улица — улица в историческом центре Калуги, проходит от улицы Гагарина до улицы Рылеева (Березуйский овраг).

## История

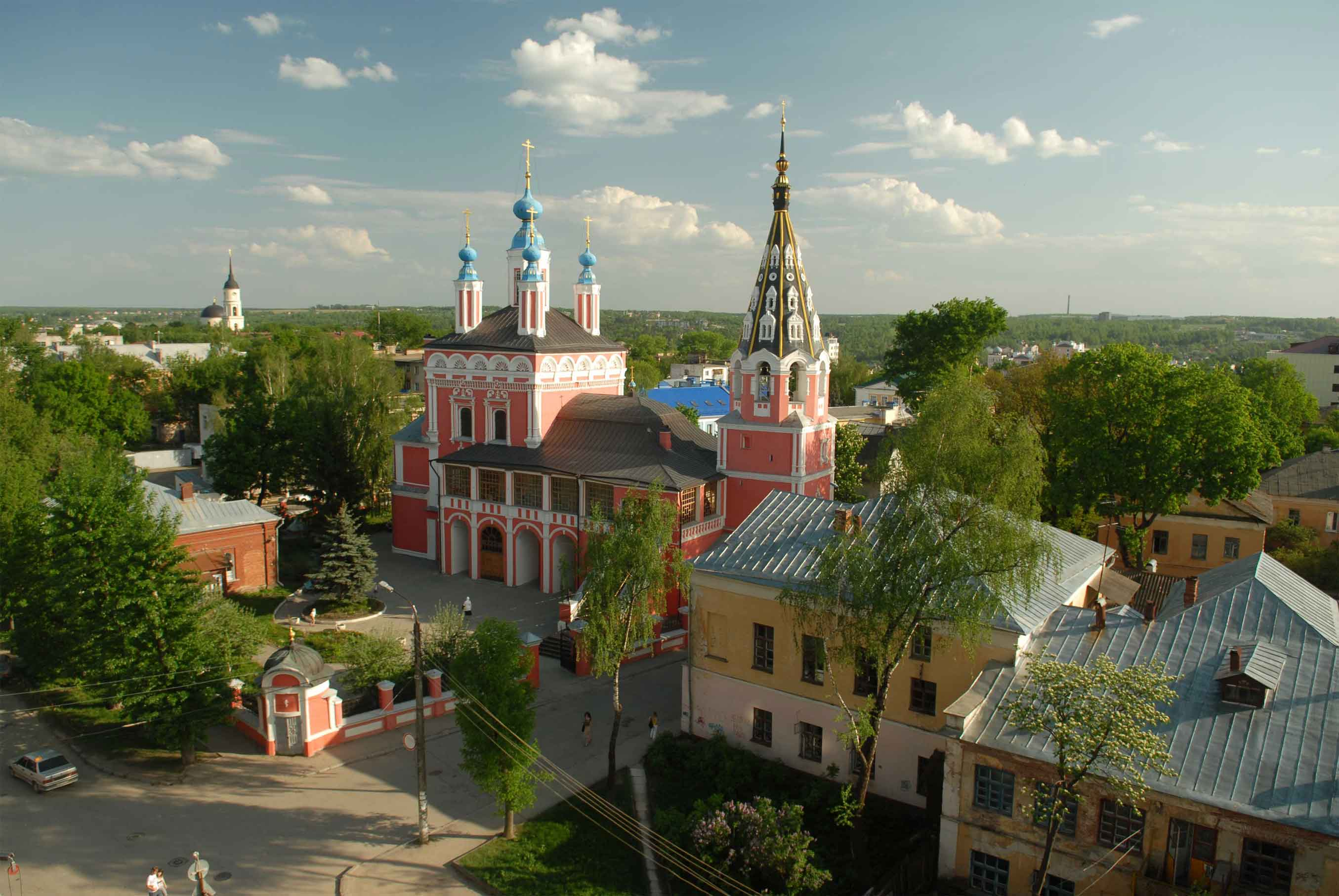
Вид на Собор Георгия Победоносца «за верхом»

Название улице дано по расположенному на ней Свято-Георгиевскому собору. Деревянная церковь на этом месте была указана ещё в описи 1626 года — «Георгия за старым острогом» (хотя, не исключена путаница с двумя другими Георгиевскими церквями).
В 1892 году в д. 19 поселилась семья К. Э. Циолковсого, переехавшая в Калужскую губернию. Здесь Циолковские прожили год, за который Константином Эдуардовичем были написаны работы «Возможен ли металлический аэростат?», «Тяготение как источник мировой энергии», «На Луне», «Эффекты всемирного тяготения». В 1893 году Циолковские переехали в дом напротив (№ 16), на котором сейчас установлена мемориальная доска. В этом доме Циолковский сделал проект птицеподобной летательной машины и сконструировал первую в России аэродинамическую трубу для испытания моделей летательного аппарата. Цилковские снова сменили место жительства в 1902 году.
В 1897 году во флигеле усадьбы О. К. Гончаровой (ул. Георгиевская, д. 8) была организована бесплатная народная библиотека-читальня. Через библиотеку её создатели пытались вести пропаганду революционно-освободительных идей. Но уже в 1902 году библиотека потерпела банкротство, в связи с параллельной деятельностью второй народной библиотеки-читальни, открытой на средства города.
В первые годы советской власти носила имя революционера-большевика Николая Баумана. Впоследствии она была переименована в улицу Революции 1905 года.
Историческое издание на улице, д. 8, выделили благотворительному фонду «Вместе».

## Достопримечательности
- д. 8 — жилой флигель Усадьбы Фалеевых-Гончаровых,  Объект культурного наследия народов РФ. Объект № 4010003003 (БД Викигида)
- Ансамбль церкви Великомученика Георгия «за верхом»,  Объект культурного наследия народов РФ федерального значения. Рег. № 401410051810006 (ЕГРОКН). Объект № 4010004000 (БД Викигида)
- д. 16 — Дом, в котором жил и работал К. Э. Циолковский,  Объект культурного наследия народов РФ. Объект № 4000009000 (БД Викигида)
- д. 19 — Дом, в котором жил и работал К. Э. Циолковский,  Объект культурного наследия народов РФ. Объект № 4000010000 (БД Викигида)
- У конца улицы, в Березуйском овраге, находится родник воды[8]

## Известные жители
д. 16, д. 19 — Константин Эдуардович Циолковский

## Галерея

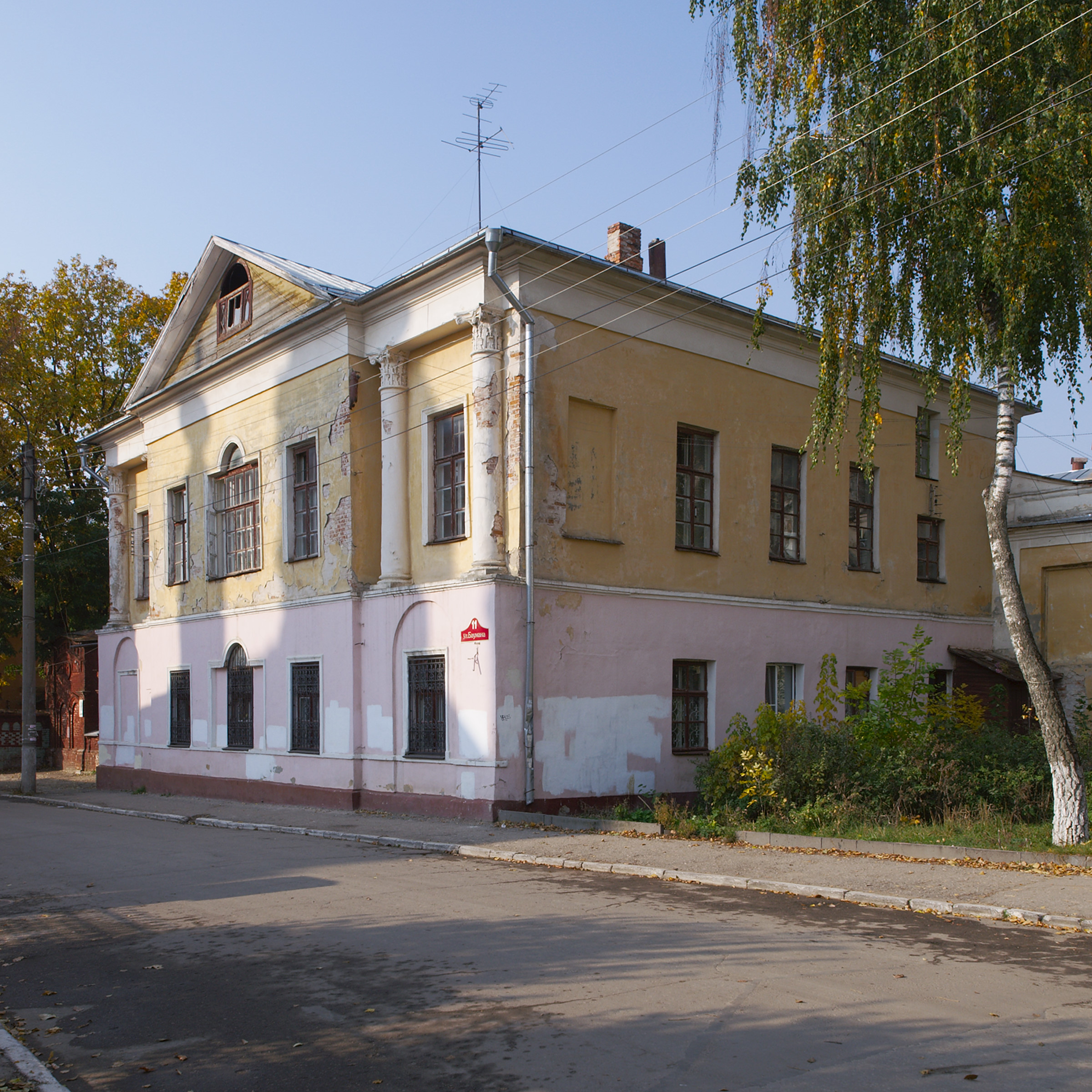
д. 11 (по ул. Баумана, Усадьба Фалеевых-Гончаровых, в доме бывала Наталья Гончарова[9])
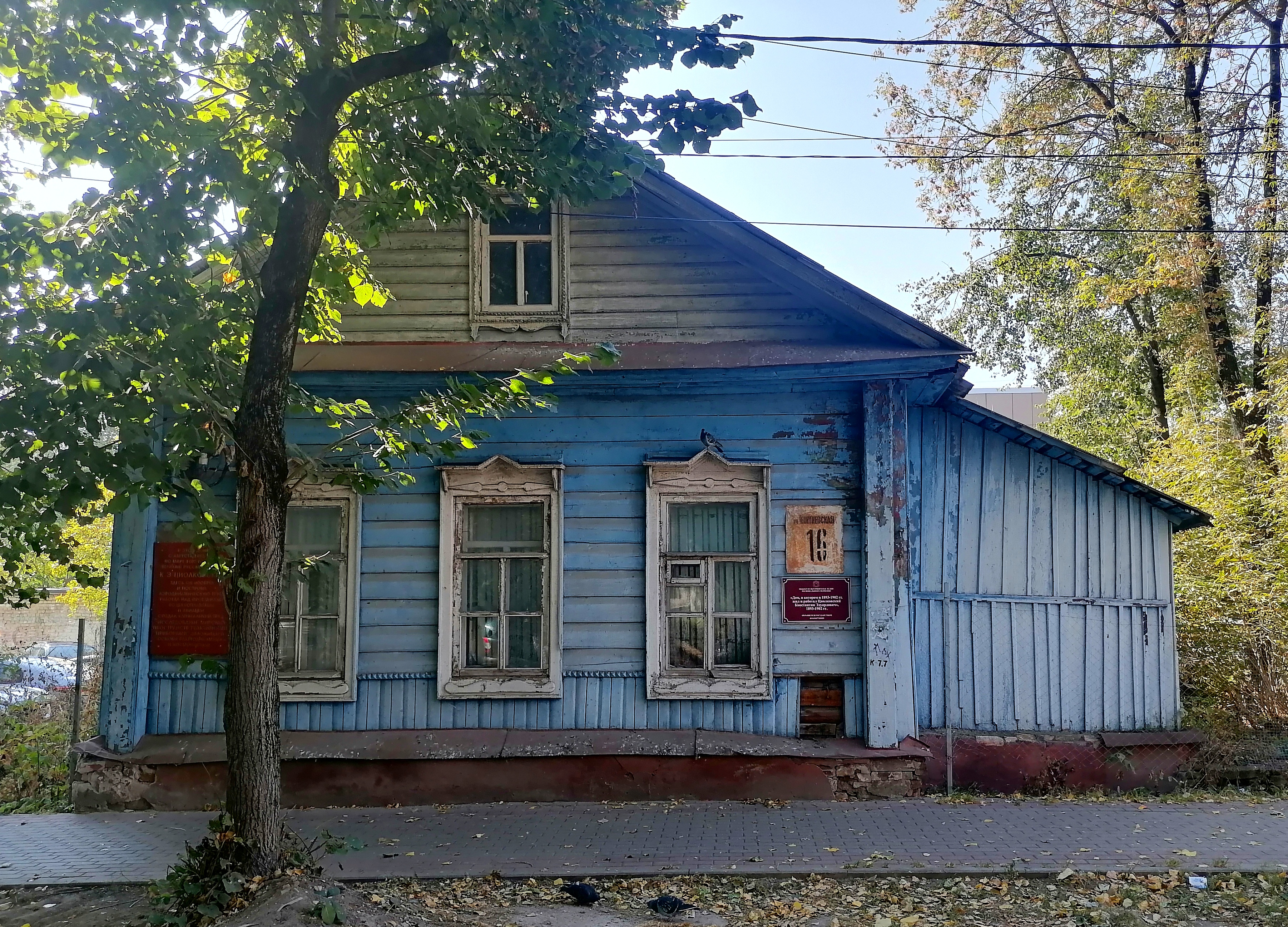
д. 16
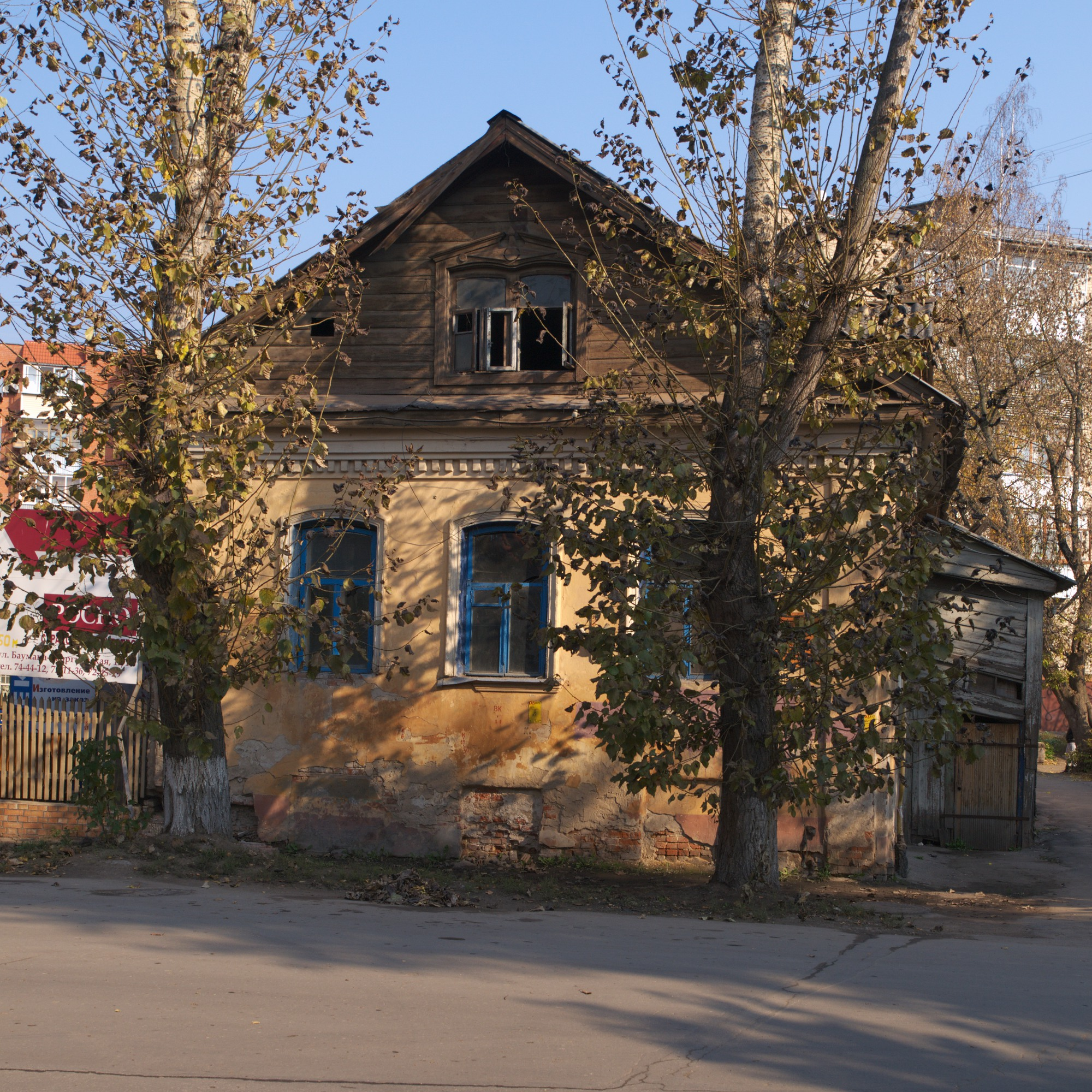
д. 19
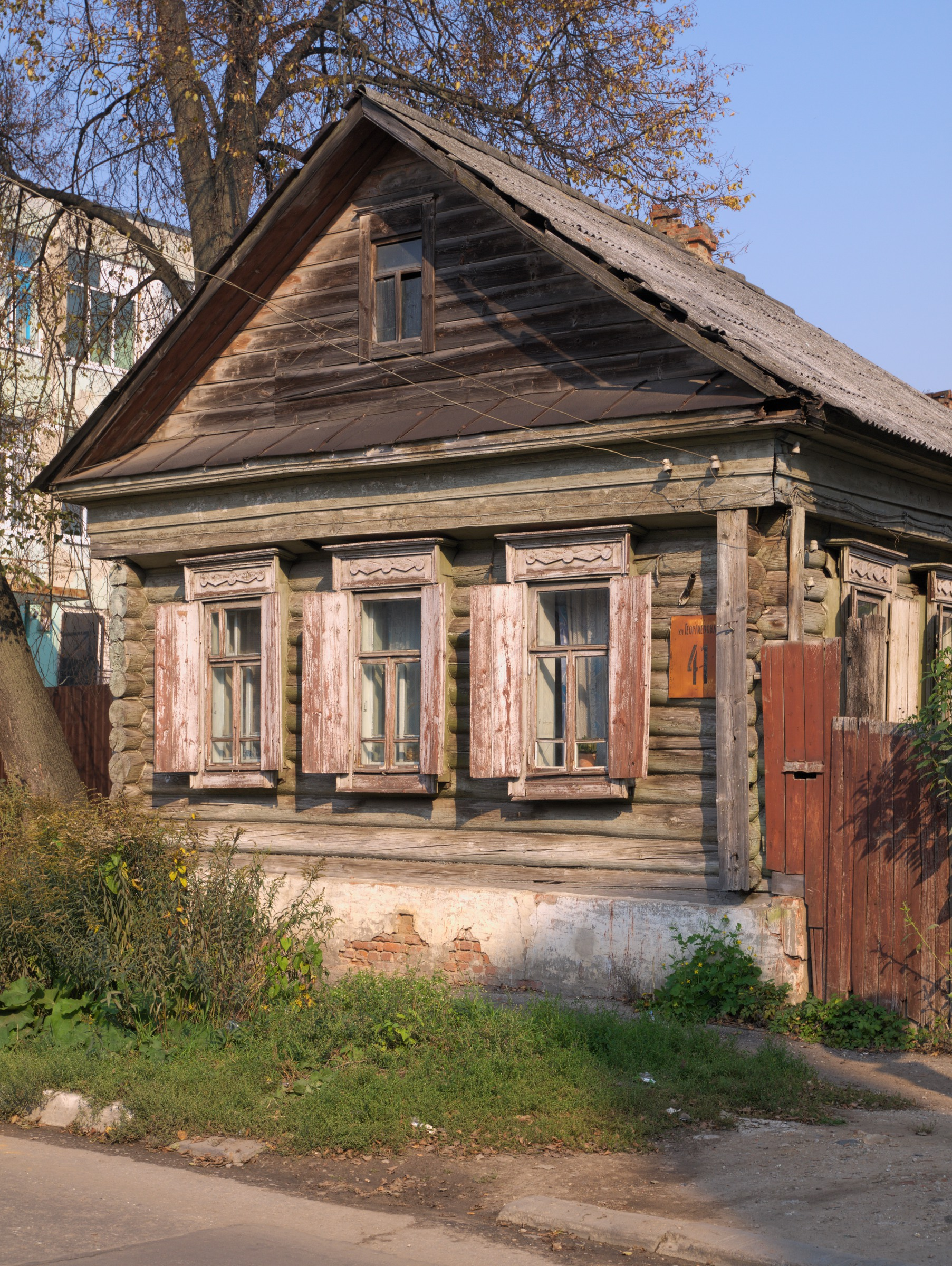
д. 41
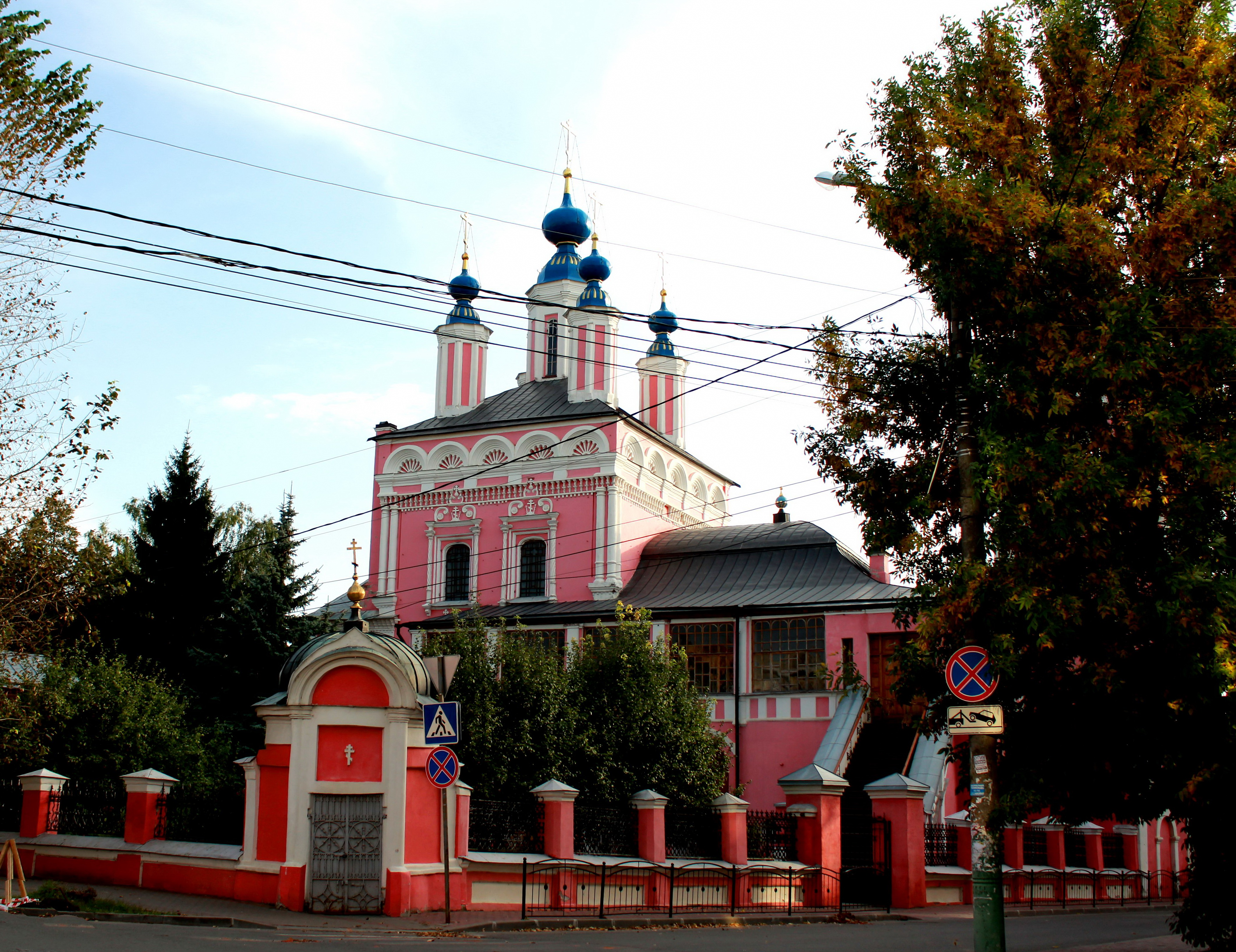
Георгиевский собор